# Malevy Leons
Malevy Leons, né le  23 septembre 1999 à IJmuiden en Hollande-Septentrionale, est un joueur néerlandais de basket-ball évoluant aux postes d'ailier fort et pivot.

## Biographie

### Carrière professionnelle

#### Thunder d'Oklahoma City (2024)
En octobre 2024, il s'engage avec le Thunder d'Oklahoma City. Il est coupé mi-novembre 2024.

## Palmarès et distinctions individuelles

### Universitaires
- 2× MVC Defensive Player of the Year (2023, 2024)
- First-team All-MVC (2024)
- Second-team All-MVC (2023)
- 2× MVC All-Defensive team (2024)
- NABC Player of the Year (en) (2021)